# Aérodrome de Bagnoles-de-l'Orne - Couterne
L’aérodrome de Bagnoles-de-l’Orne - Couterne (code OACI : LFAO) est un aérodrome ouvert à la circulation aérienne publique (CAP), situé sur la commune de Couterne à 1,9 km au sud-sud-est de Bagnoles-de-l'Orne dans l’Orne (région Basse-Normandie, France).
Il est utilisé pour la pratique d’activités de loisirs et de tourisme (aviation légère).

## Installations
L’aérodrome dispose d’une piste bitumée orientée est-ouest (12/30), longue de 1 060 mètres et large de 20.
L’aérodrome n’est pas contrôlé. Les communications s’effectuent en auto-information sur la fréquence de 123,500 MHz.
L’avitaillement en carburant (100LL) est possible.

## Activités
- Aéroclub d’Andaines (vol moteur)
- Bagnoles Air Club (vol moteur)
- ELAN Planeur (vol à voile)
- Activité ULM (pendulaire et autogire)